# جبلایا
جبلایا (به عربی: جبلایا) یک روستا در سوریه است که در استان حمص واقع شده‌است. جبلایا ۶۱۸ نفر جمعیت دارد.